# エリナ・レーヴェンソン
エリナ・レーヴェンソン（Elina Löwensohn, 1966年7月11日 - ）は、ルーマニアのブカレスト出身の、アメリカ合衆国の女優。

## 来歴
ルーマニア・ブカレスト生まれ。父の死後、14歳の時に母と共にアメリカに移住。エリナのために、母はハンガー・ストライキに参加し、ビザを得る。
高校卒業後、ミシガン大学にて芝居を学ぶ。その後、ニューヨークに移り芝居の勉強を続けるなか、25歳のとき、ハル・ハートリー監督の短編『セオリー・オブ・アチーブメント』で映画デビュー。その後も、ハートリー作品の『シンプルメン』、『愛・アマチュア』に出演し、ハートリー作品に欠かせない女優となる。おかっぱ頭が特徴。
その他の出演作としては、『シンドラーのリスト』、『クロコダイルの涙』などがある。フランス映画にも出演している。また、舞台女優としても活躍中。

## 主な出演作品

### 映画
| 公開年 | 邦題 原題                                                      | 役名               | 備考       |
| ------ | -------------------------------------------------------------- | ------------------ | ---------- |
| 1992   | シンプルメン Simple Men                                        | エリナ             |            |
| 1993   | シンドラーのリスト Schindler's List                            | ディアナ・ライター |            |
| 1994   | 愛・アマチュア Amateur                                         | ソフィア           |            |
| 1994   | ナディア Nadja                                                 | ナディア           |            |
| 1995   | ジェーンに夢中! Pictures of Baby Jane Doe                      | ルシンダ           |            |
| 1995   | 君だけを見つめて… My Antonia                                   | アントニア         | テレビ映画 |
| 1995   | フラート Flirt                                                 | 看護婦             |            |
| 1996   | バスキア Basquiat                                              | アンナ             |            |
| 1996   | 俺たちブラボー・ブラザース/ホラ吹いて行こう! I'm Not Rappaport | クララ             |            |
| 1998   | クロコダイルの涙 The Wisdom of Crocodiles                      | アンネ・ラベルズ   |            |
| 2001   | ニューヨーク セレナーデ Get Well Soon                          | シンディ           |            |
| 2003   | 逃亡犯 Quicksand                                               | ヴァネッサ         |            |
| 2004   | セックス・トラフィック Sex Traffic                             | マリア             | テレビ映画 |
| 2004   | ロング・エンゲージメント Un long dimanche de fiançailles       | La femme allemande |            |
| 2005   | ダーク・ウォーター Dark Water                                  | ダリアの母         |            |
| 2008   | 戦争について De la guerre                                      | レイチェル         |            |
| 2009   | ルルドの泉で Lourdes                                           | セシル             |            |
| 2011   | わたしたちの宣戦布告 La guerre est déclarée                    | アレックス         |            |

## 参照
1. ↑  https://www.imdb.com/name/nm0530581/bio/